# Paul Candler
Pour les articles homonymes, voir Candler.
Paul Candler est un fonctionnaire britannique qui occupe simultanément le poste de commissaire du territoire britannique de l'océan Indien et le poste de commissaire du Territoire antarctique britannique depuis le 1er juillet 2021, ainsi que brièvement celui de gouverneur d'Anguilla du 26 juin au 11 septembre 2023.

## Biographie
Paul Candler est nommé le 1er juillet 2021 aux deux postes de commissaires du territoire britannique de l'océan Indien et du Territoire antarctique britannique après la démission de Ben Merrick (en) le 30 juin 2021, et devient ainsi directeur des territoires d'Outre-mer. Il était auparavant directeur de politique internationale auprès du ministère de la Justice, et son mandat couvrait notamment les relations du gouvernement métropolitain avec Jersey, Guernesey et l'île de Man. Il rejoint la fonction publique du Royaume-Uni en 1998, au département de la Culture, des Médias et du Sport. Après le départ de Dileeni Daniel-Selvaratnam le 1er juin 2023 pour devenir gouverneur des Îles Turques-et-Caïques, il assure l'intérim du gouvernorat d'Anguilla du 26 juin au 11 septembre 2023, le temps que la nouvelle gouverneure Julia Crouch, qui était à Moscou, prenne son poste,.